# 楚门的世界错觉
楚门的世界错觉，又称楚门综合症，首字母缩写为TSD。患有該症狀的患者通常认为自己正在出演一齣戏剧，或者正在被攝影镜头监视著。其中心理学家、神经哲学家约珥·高德和伊安·高德兄弟首先于2008年将该症以电影《楚门的世界》為例，而命名为楚门的世界错觉。惟该病症目前并没有被囊括于在《美国心理学会诊断及统计手册》中。。
约珥·高德认为，该错觉是被害妄想与自大妄想的一种变体。伊安·高德认为该病症是社会中无法被满足的自我展示欲的病理学表现。

## 症状
该病症的患者大多认为自身周边的一切都是“装饰”。其认识的人们也都会被患者认为是演员。患者认为自己的一举一动都被监视著。
根据高德兄弟所著作的《多疑的心理:文化如何造就疯狂》一书，该症并不区分性别，男女都有机会罹患楚门综合症。高德兄弟在2002年时接手了五位病患，全部五名患者都将自己的病情与真人秀联系起来。其中三人特别地提到了《楚门的世界》。英国伦敦、加拿大卡尔加里的两位心理学家也报告了楚门综合症患者的病情。

## 病因
根据高德兄弟的研究，媒体、自恋、偏执及流行文化导致了这一病症的出现。